# Zamek Kiszewski

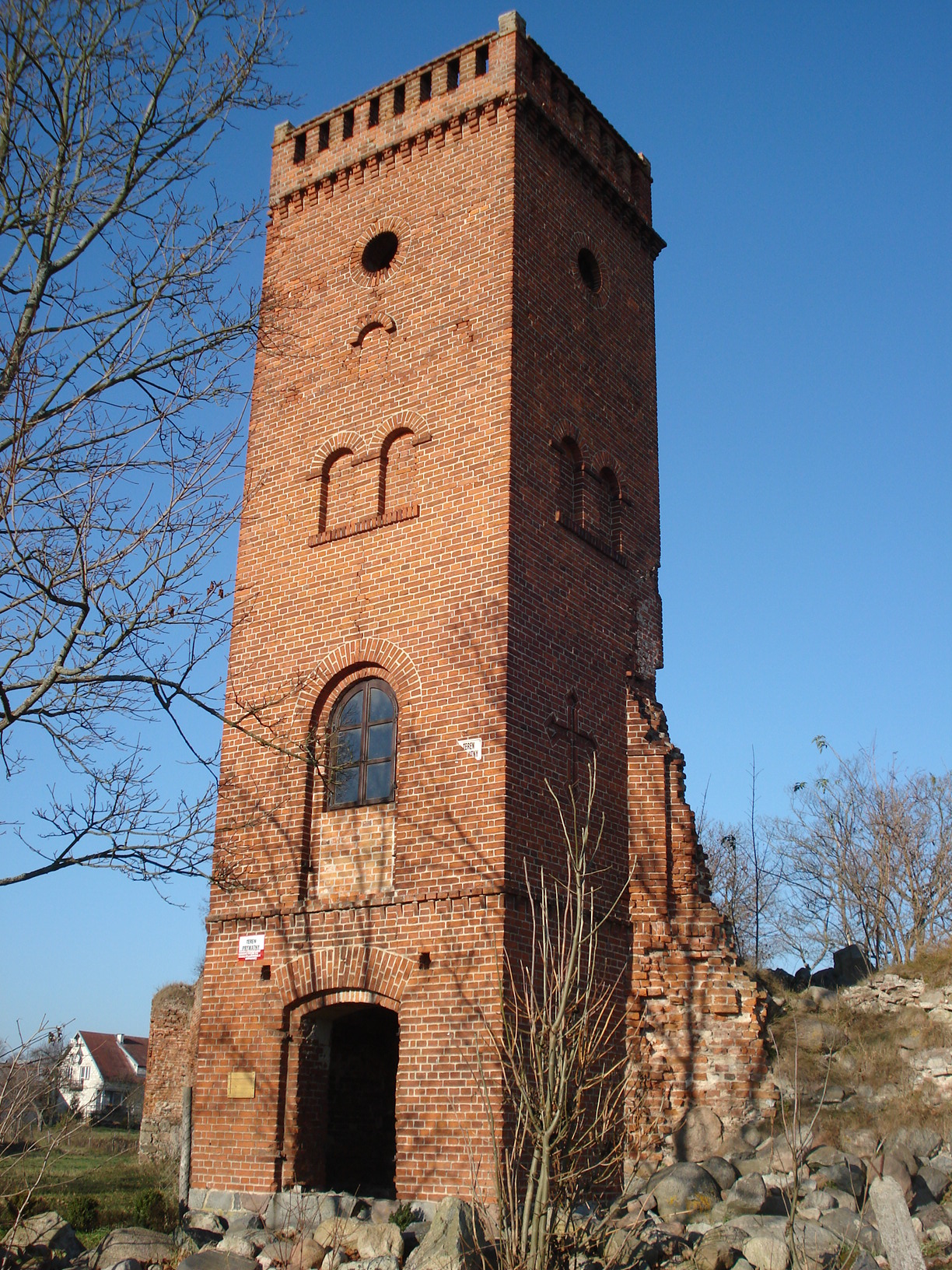
Zrekonstruowana wieża w południowo-zachodnim narożniku

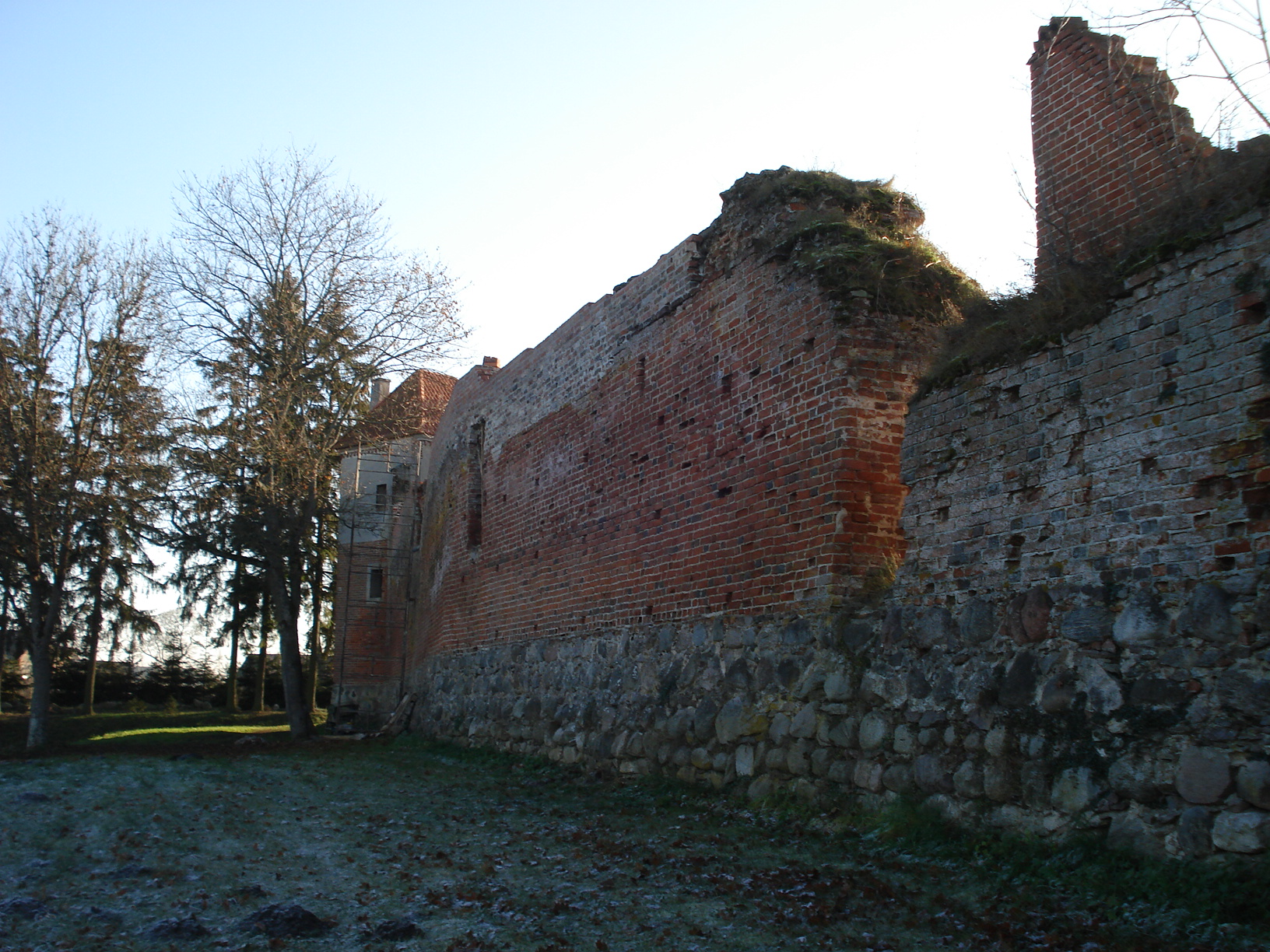
Mur od strony zachodniej

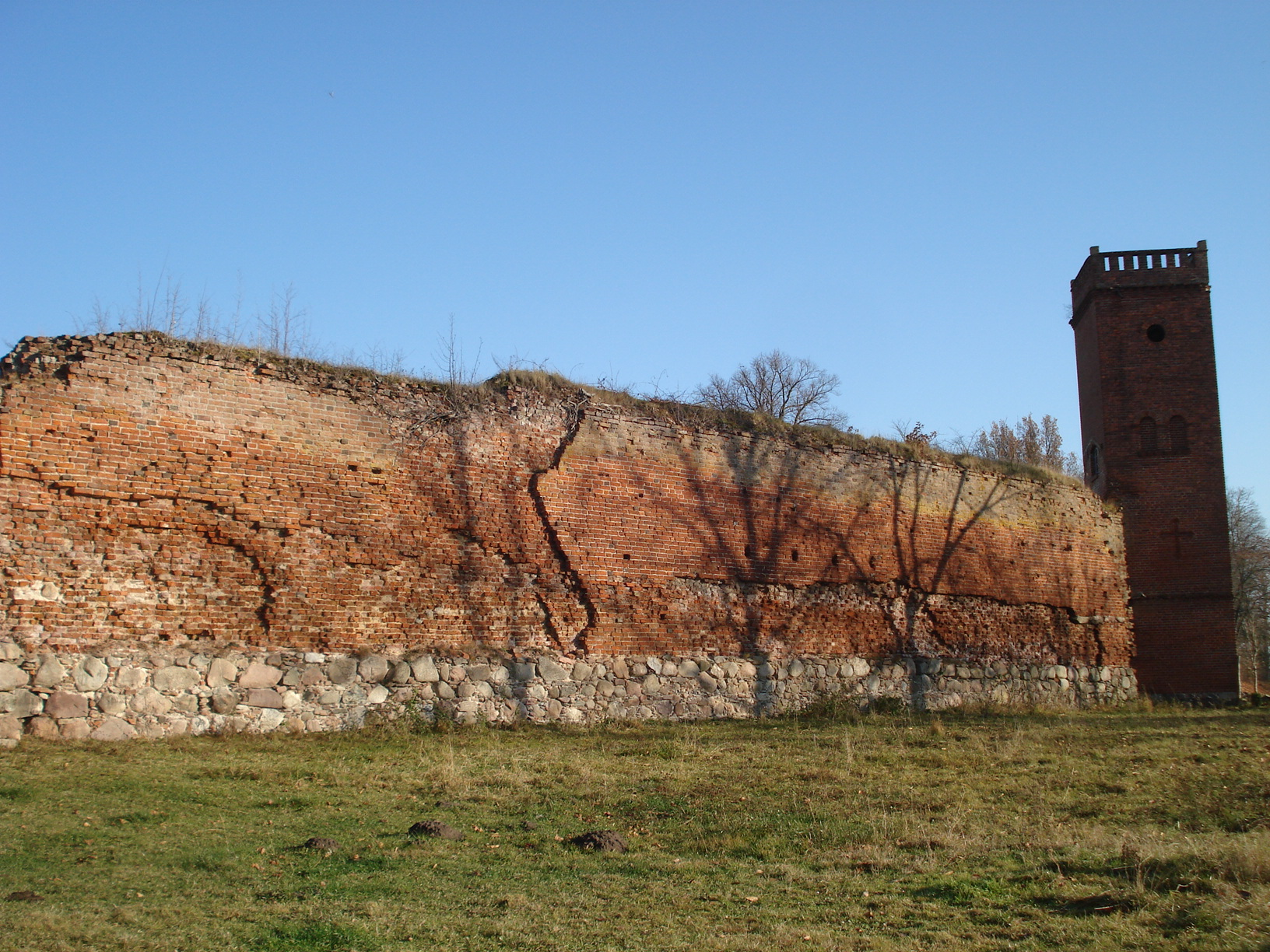
Mur południowy z basztą

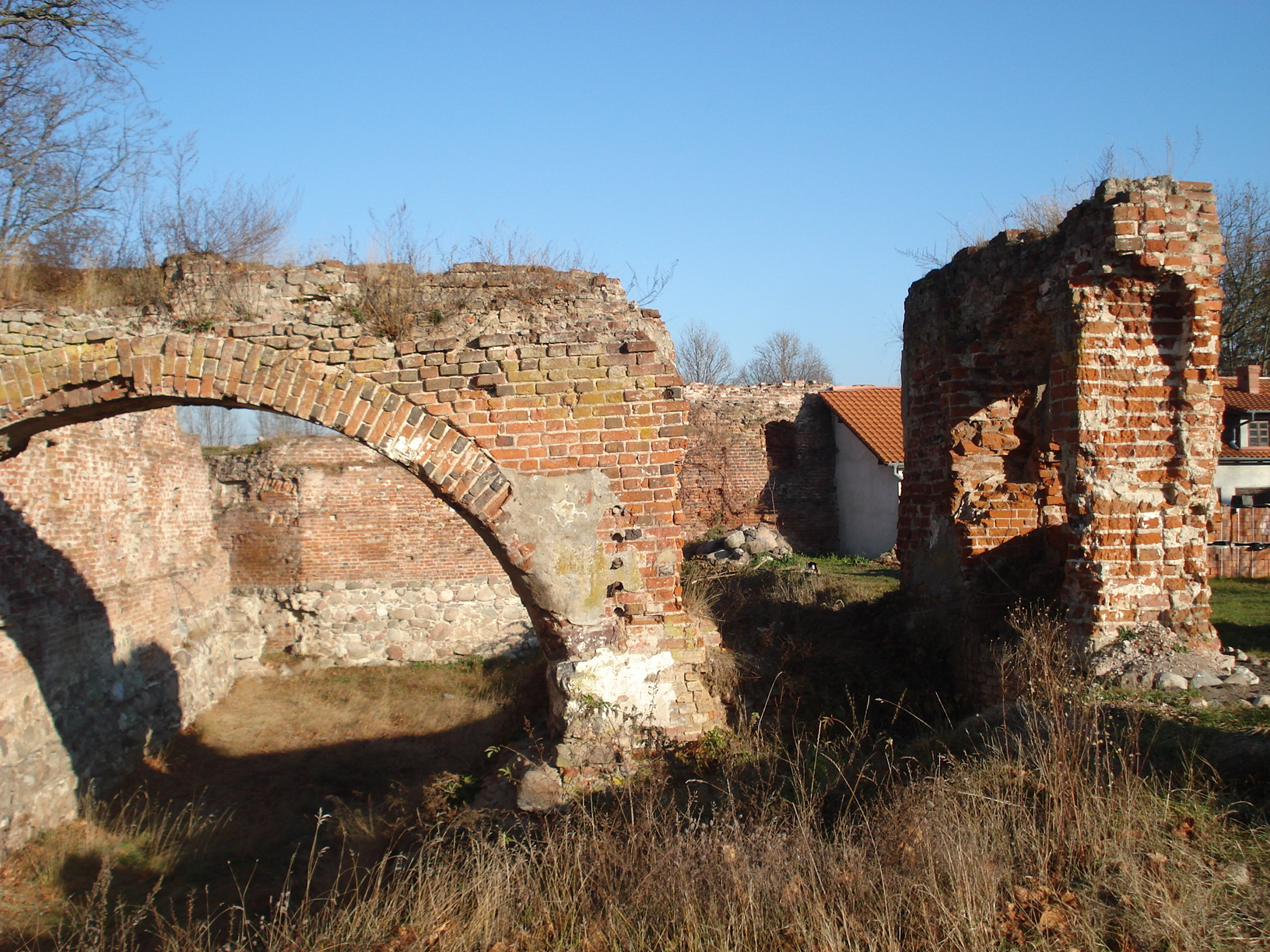
Pozostałości budynków na dziedzińcu

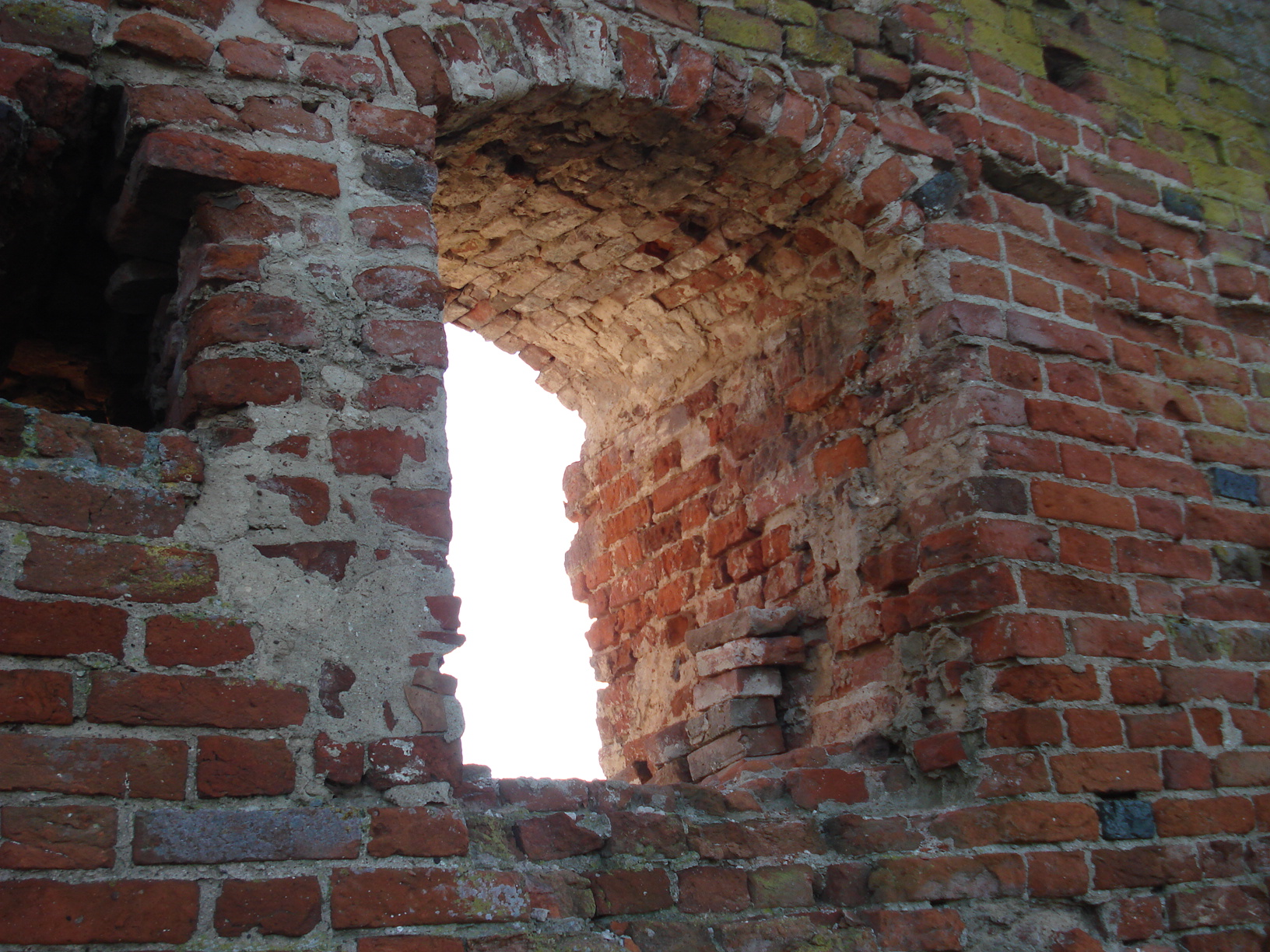
Mur zachodni

Zamek Kiszewski – wieś położona na terenie Kaszub w Polsce położona w województwie pomorskim, w powiecie kościerskim, w gminie Stara Kiszewa na pograniczu kaszubsko-kociewskim przy drodze wojewódzkiej nr 214 i nad Wierzycą. Od roku 1466 był siedzibą polskiego starosty (samodzielne starostwo niegrodowe).
W latach 1975–1998 miejscowość administracyjnie należała do województwa gdańskiego.
Według danych Głównego Urzędu Statystycznego z 2012 roku, wieś zamieszkuje 198 osób.

## Historia

### Średniowiecze
Historii zespołu zamkowego, a później dworu można się doszukać już w IX/X wieku. Istnieją zapiski z 1269 roku potwierdzające istnienie na tym terenie drewnianego grodu warownego książąt pomorskich z X wieku. Ziemie te leżały na terenie Pomorza Gdańskiego i podlegały książętom pomorskim. Pierwsze wzmiankowane w źródłach wydarzenia dotyczące zamku pojawiają się dopiero w 1281 roku, kiedy to książę pomorski Mściwoj II darował Kiszewę wraz z okolicznymi ziemiami wojewodzie kaliskiemu Mikołajowi Jankowicowi (w innych źródłach nazwany też Przedpełkowicem).
Mikołaj Przedpełkowic pochodził z wielkopolskiego rodu Łodziów. Darowiznę od księcia otrzymał prawdopodobnie za zasługi na polu walki, jednak Mikołaj był prawnikiem, możliwa jest też sytuacja, iż ziemię otrzymał jako wyraz wdzięczności księcia za pomoc prawną. Posiadacz Starej Kiszewy otrzymał również szeroki immunitet gospodarczy oraz sądowy. W roku 1290 na zjeździe w Gnieźnie Mściwoj II rozszerzył posiadłości Przedpełkowica o ziemię dzisiejszych Piechowic. W te tereny wchodzą również jeziora wdzydzkie, które według W. Łęgi stanowiły ośrodek rybołówstwa, hodowli naturalnej w jeziorach oraz sztucznej w specjalnych stawach. Dnia 27.10.1296 roku odbył się zjazd w Kaliszu, na którym Władysław Łokietek zatwierdził majątek Mikołaja Przedpełkowica. Posiadłości w drodze sukcesji przeszły na syna Mikołaja – Jakuba Przedpełkowica. Jakub był kanonikiem poznańskim i w 1316 roku oddał cały majątek zakonowi krzyżackiemu w zamian za dożywotnią rentę. Wskutek tego status własności wsi Kiszewa z rycerskiej, która funkcjonowała od pierwszych znanych zapisów, zmienił się na zakonną od roku 1316. Powierzchnia Kiszewy datowana na rok 1347 wynosiła 60 łanów., W roku 1402- 1409 źródła odnotowują 50 radeł.
Po przejęciu majątku bracia zakonu krzyżackiego rozpoczęli budowę drewniano-ziemnego dwuczłonowego zamku. Wzniesienie warowni przez Krzyżaków dało początek nowej miejscowości, której współczesna nazwa brzmi Zamek Kiszewski. Zadaniem zamku miało być ubezpieczanie środkowej części Pomorza Gdańskiego przed atakami ze strony polskiej. Cegłę do budowy zamku sprowadzano z odległego o około 50 km Tczewa. Całość została otoczona grubym murem i basztą z bramą wjazdową. Przejęcie majątku przez Krzyżaków spowodowało również konieczność włączenia Starej Kiszewy oraz Piechowic w nowy system administracyjny tworzony przez Zakon Krzyżacki na ziemiach Pomorza Gdańskiego. Zaczęto go wprowadzać stopniowo od początków XIV wieku. W podziałach ziemskich nawiązywał do dawnego systemu kasztelanii, jednakże podstawową jednostką administracyjną było komturstwo, które jest charakterystyczne dla administracji wojskowo-terytorialnej zakonów rycerskich. Okręg kiszewski zarządzany był zapewne przez prokuratora i podporządkowany wójtostwu tczewskiemu. Zamek pozostał do 1466 roku w administracji wójta tczewskiego.
Budowę zamku rozpoczęto około 1350 roku. Na lata 1398-1409 datuje się wielką rozbudowę zamku. Zamek główny został wzniesiony na nieznacznie wyniesionym półwyspie w zakolu Wierzycy, otoczonym podmokłymi łąkami i rzeką. Niewiele dziś wiadomo o rozplanowaniu pierwszego członu zamku. Można przypuszczać, iż tworzył go regularny czworobok, otoczony z trzech stron starorzeczem i zamknięty od północnej strony skrzydłem mieszkalnym, przez które – jak można domniemywać – przechodził wjazd z podzamcza. Zamek został zbudowany według najnowszych rozwiązań ówczesnej techniki obronnej. Pracę nad budową zamku prowadzili budowniczowie z Malborka. Najpierw był to Mikołaj Hertwig, a następnie Mikołaj Fellenstein. Zakres prac oraz rozwiązań i rozplanowanie zamku głównego nie są znane. Potwierdzone jest, iż na jednym z dwóch skrzydeł na pierwszym piętrze mieściła się kaplica i refektarz. Przeprowadzane w latach 1977-1979 badania archeologiczno-architektoniczne odsłoniły zarysy średniowiecznego budynku z piwnicą, w której zlokalizowano relikty pieca ogrzewczego. W dobrym stanie zachowała się dolna część pieca, tj. palenisko z łękowo przesklepionymi konstrukcjami żeber, na których najpierw układano warstwy kamieni, które po nagrzaniu emitowały, kanałami w murach, ciepłe powietrze do położonych wyżej pomieszczeń. Obszerne podzamcze, stanowiące drugi człon zamku, było na rzucie nieregularnego czworoboku usytuowanego na północnej stronie zamku głównego, który dostosowany był w swojej budowie do kształtu wzgórza. Przed murem obwodowym mocno wysunięte były baszty. Baszty narożne ustawione były skośnie co dawało możliwość obrony flankowej długich odcinków muru kurtynowego (zamykającego daną przestrzeń np. dziedziniec). Wjazd znajdował się w sąsiedztwie wieży, w północno-wschodniej części podzamcza.
Zamek w Kiszewie należał do niższych rangą warowni. Położony był nad Wierzycą, niezbyt odległy od Starogardu Gdańskiego i Skarszew wraz z zamkami w Lęborku, Mirachowie, Kościerzynie, Borzechowie, Osieku, Rynkówce, Gródku i Jasińcu leżącymi w linii z północy na południe na zalesionym Pomorzu środkowym. Oprócz funkcji administracyjno-gospodarczych zamki te miały również funkcje militarne. Kontrolowały szlaki komunikacyjno-handlowe z Rzeszy, Nowej Marchii i Wielkopolski na Pomorze i do Prus. Może o tym świadczyć uzbrojenie, w jakie został wyposażony zamek, o którym mówią lustracje wójtostwa tczewskiego. Do 1415 na zamku znajdowały się 2 działa na kamienie i 5 dział na ołowiane pociski oraz kusze. Podobny stan opisany jest w lustracji z 1437 roku, następnie pojawiają się w murach zamkowych 2 taraśnice (rodzaj niemobilnej armaty ustawianej na tarasach zamków). W lustracji z 1415 roku opisany jest inwentarz żywy: 24 konie robocze, 14 źrebiąt, 63 sztuki bydła, 46 świń. W spichlerzu znajdowało się 2,5 łaszta żyta (1 łaszt = 3000/3840 litrów), 1,5 łaszta owsa oraz 400 serów i pół beczki masła. Natomiast lustracja z 1437 roku odnotowuje: 9 koni pociągowych, 3 roczne źrebięta, 2 bezpośrednio po porodzie, 13 wołów roboczych, 19 sztuk innego bydła, 54 świnie oraz trzody chlewne. Analizując rodzaje zboża oraz zwierzynę można wnioskować, iż gatunki uprawianych zbóż są odzwierciedleniem urodzajności miejscowej gleby, ilość serów odzwierciedla hodowlę bydła – również mlecznego, oraz nastawienie folwarku na hodowlę bydła i trzody chlewnej. Zapiski z 1437 z wielkiej księgi czynszów odnotowują w Kiszewie między innymi dobrze prosperujący folwark zamkowy o dwóch pługach, dwie karczmy, kowala i piekarza. Z działalnością zakonników wiąże się ściśle rozwój młynów i karczm. Z tej samej księgi pochodzi informacją, że młyny znajdowały się w Zamku Kiszewskim, Pinczynie, Nowych Polaszkach oraz Łęgu. W każdej wsi czynszowej okręgu kiszewskiego była karczma. Również źródła przedkrzyżackie potwierdzają ważność dróg biegnących przez Garczyn i Starą Kiszewę, oraz Kościerzynę i Starą Kiszewę. Okolice Starej Kiszewy były obszarem nowego osadnictwa, gdyż wieś położona była na pograniczu Borów Tucholskich i dopiero za czasów krzyżackich cała struktura wiejska zaczęła się rozwijać.
Po wybuchu wojny 13-letniej w 1454 roku zamek został zdobyty przez wojska miasta Gdańska, po czym zburzono główny człon zamku. W roku 1459 zamek został odbity przez Krzyżaków. Gdańszczanie próbowali odebrać warownię szturmując zamek od 4 do 12 sierpnia 1459 roku, jednak nie udało im się odbić zamku. Wojska gdańskie zrezygnowały z dalszego oblężenia i wycofały się w obawie przed nadciągającymi posiłkami wojsk krzyżackich. Zamek pozostał w rękach Zakonu Krzyżackiego aż do II pokoju toruńskiego, tj. do 1466 roku.
Po II pokoju toruńskim utworzono w Kiszewie polskie starostwo niegrodowe z siedzibą w zamku. Pierwszym starostą został rotmistrz królewski Piotr Szorc z Obrąbu, który został na to stanowisko mianowany przez Kazimierza Jagiellończyka za zasługi na polu walki. Brał on bowiem udział w wojnie od 1461 roku, w roku 1465 dostał się do niewoli i był więziony w Chojnicach do 28.09.1466 roku

### Czasy nowożytne
Jego następca, Jan Szorc oddał wszystkie okoliczne kościoły ewangelikom w roku 1580. Ród Szorców utrzymał się na starostwie aż do 1607 roku. Folwark i urząd starosty przynosiły duże dochody i stały się przedmiotem rywalizacji, którą wygrali Konarscy. Kolejnymi starostami z rodu Konarskich byli: Michał Konarski, Jan Bąkowski, Samuel Konarski, a następnie jego brat Mikołaj. W połowie XVII wieku, w czasie potopu szwedzkiego, zamek i folwark zostały zniszczone przez Szwedów. Zachowały się piwnice pokrzyżackie, mury obronne z wieżami w narożnikach oraz baszta z bramą wjazdową. Następnym ze starostów był Michał Działyński, za którego to czasów, tj. w 1664 przeprowadzono lustrację. Zapisano w niej, iż: „Widzieliśmy zamek przez nieprzyjaciela cale zrujnowany, tylko mury stoją. Wierzch spalony, nie zostało tylko Izdeb dwie przy murze przystawione, tylko na bramie dwie izby wymurowane i to przez jmci pana starostę Kiszewskiego teraźniejszego posesora restaurowane. Ten zamek murem w krąg opasany, w którym są sklepy dolne od krzyżaków murowane”. Michał Działyński doprowadził do odrestaurowania dwóch izb w ruinach zamku, w których zamieszkał zarządca. Również w tym samym czasie zagospodarowano powtórnie część folwarczną, gdzie powstały nowe budynki gospodarcze oraz nowy budynek mieszkalny dla administratorów. Stan uzbrojenia również był mizerny, ponieważ na zamku nie było żadnej armaty, znajdowało się tam tylko osiem hakownic, w które wyposażył zamek sam starosta. Obecny kształt zespołu bramnego pochodzi z okresu nowożytnego, datowanego na początek, bądź połowę XVII wieku. Istnieje prawdopodobieństwo, iż pochodzi on z okresu po najeździe szwedzkim, z okresu odbudowy zamku. Zespół bramny składał się z dwóch członów – wieży i przylegającego do niej muru obronnego. Otwór bramny został od zewnętrznej strony przesklepiony i wyposażony w ostrołukową arkadę z prowadnicą na ruchomą kratę. Nadbudowana, wyższa kondygnacja została połączona z wieżą. Cały zespół bramny został otynkowany, udekorowany i zwieńczony profilowanym gzymsem. Wieża ma czterospadowy dach pokryty ceramiką, zaś budynek bramny ma dach dwuspadowy z ozdobnymi szczycikami od frontu i zachodu. Wieża ma trzy kondygnacje. W pomieszczeniach są sklepienia kolebkowe, gwiaździste, natomiast w najwyższej partii jest strop. W baszcie przy bramie znajdowała się prawdopodobnie mała kaplica, ponieważ świadkowie opowiadali o freskach, bądź ich pozostałościach, które widzieli na ścianach wewnątrz baszty. Wejście do pomieszczeń w bramie znajduje się od strony wewnętrznej dziedzińca i prowadzą tam schody wykute w murze.
Folwark liczył wówczas około 370 hektarów, był dobrze zagospodarowany i uprzemysłowiony. Na jego terenie były młyny, browar, gorzelnia, słodownia i tartak. Po śmierci Michała Działyńskiego w roku 1687 starostwo przejął Stanisław Samuel Działyński, a następnie wdowa po Stanisławie, Barbara Heidenstein z Sulęczyna. Wyszła ona ponownie za mąż za Jakuba Wolskiego, któremu król August II Mocny w roku 1724 nadał starostwo kiszewskie. Niecały rok później starostwo kiszewskie otrzymał Franciszek Czapski, który był podkomorzym chełmińskim i kasztelanem gdańskim. Po jego śmierci, wdowa po Franciszku, Katarzyna Iwanicka, z którą miał troje dzieci – dwóch synów i córkę Ludwikę – w roku 1739 wyszła ponownie za mąż za Stanisława Skórzewskiego. Był on kasztelanem chełmińskim, Kawalerem Orderu Orła Białego. Małżeństwo z Katarzyną umożliwiło mu objęcie starostwa kiszewskiego. Folwark nadal dynamicznie się rozwijał i był dobrze zagospodarowany i uprzemysłowiony. Oprócz młynów, tartaku, browaru, gorzelni i słodowni powstała tam także karczma z zajazdem przy gościńcu. Stanisław Skórzewski około 1740 roku ufundował kościół w Starej Kiszewie. Ponadto postawił dwór i kaplicę w odległych o około 6 km Starych Polaszkach. Prawdopodobnie po wykończeniu dworu starosta Skórzewski przeniósł się z rodziną do Starych Polaszek, gdzie rezydował, jednakże formalnie starostwo nadal znajdowało się w zamku. Po śmierci Stanisława, zapobiegliwa wdowa postarała się o pozwolenie na przekazanie swoich praw do starostwa bratu Stanisława – Michałowi Skórzewskiemu, za którego wydała swoją córkę z pierwszego małżeństwa, Ludwikę Czapską. Ze względu na dokonanie I rozbioru Rzeczypospolitej Obojga Narodów przez Rosję, Austrię i Prusy, Michał Skórzewski był zmuszony oddać dobra starościńskie rządowi pruskiemu dnia 19 września 1772 roku.

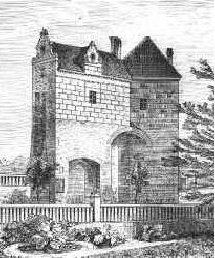
Baszta przybramna w 1880 roku

Zamek przeszedł wówczas na własność państwa pruskiego i był zarządzany przez mianowanych administratorów. W 1830 roku jeden z zarządców zamku, Joachim Engler, wykupił od rządu pruskiego dobra kiszewskie. Kilkanaście lat później Joachim rozpoczął wyburzanie części muru południowego i na tym miejscu w roku 1856 wzniósł okazały dwór, którego budowniczym był J. Hosa. Ściany wewnętrzne i zewnętrzne wykonano z cegły. Stropy były drewniane, dwuspadowy dach z dwiema facjatami. W elewacji południowej znajdowała się weranda, która wychodziła na ogród, z wejściem po betonowych schodach od strony zachodniej. Nad werandą był taras z kutą balustradą i słupkami w narożnikach. Drugie wejście do dworu znajdowało się od północy – z dziedzińca. Budynek był bogato zdobiony architektonicznie. Dwór ten został wzniesiony na średniowiecznych fundamentach. Prawdopodobnie za czasów krzyżackich stał tam dom dla służby. Zrekonstruowana została wieża w południowo-zachodnim narożniku, natomiast w miejscu dawnego podzamcza usytuowano dziedziniec folwarczny, wokół którego powstały liczne budynki gospodarcze. Na miejscu dawnego zamku głównego utworzono park, wokół którego ulokowano dwa stawy, połączone śluzą i mostkiem. Do mostku prowadziła brukowana dróżka obsadzona klonami i jesionami. Wjazd na brukowany dziedziniec odbywał się przez bramę w baszcie, bądź przez bramę wykutą w murze między zespołem bramnym a pałacem. Englerowie uruchomili gorzelnię, tartak i młyn nad przepływającą obok Wierzycą. Po śmierci Joachima w 1869 roku, majątek przejął jego syn Joachim Anzelm Engler. Majątek Englerów w tym czasie szacuje się na około 300 hektarów. Nowe grunty uprawne pozyskano dzięki prowadzonym pracom melioracyjnym i osuszaniu terenu. Umożliwiło to powiększanie pastwisk i zwiększono hodowli bydła i owiec. Gorsze gleby zostały przeznaczone na uprawy leśne. Teren w pobliżu dziedzińca został osuszony. Wykopany został staw. Obok niego założono ogród użytkowy. W części ogrodu wypoczynkowego również przeprowadzono wiele zmian, dosadzano nowe gatunki roślin i drzew w różnych kompozycjach. Ulubionym miejscem wypoczynku pięciu córek Joachima Anzelma była niewielka polana z letnią altaną obsadzoną różami. Do polany biegły wąskie ścieżki obsadzone kwiatami.

### I połowa XX wieku

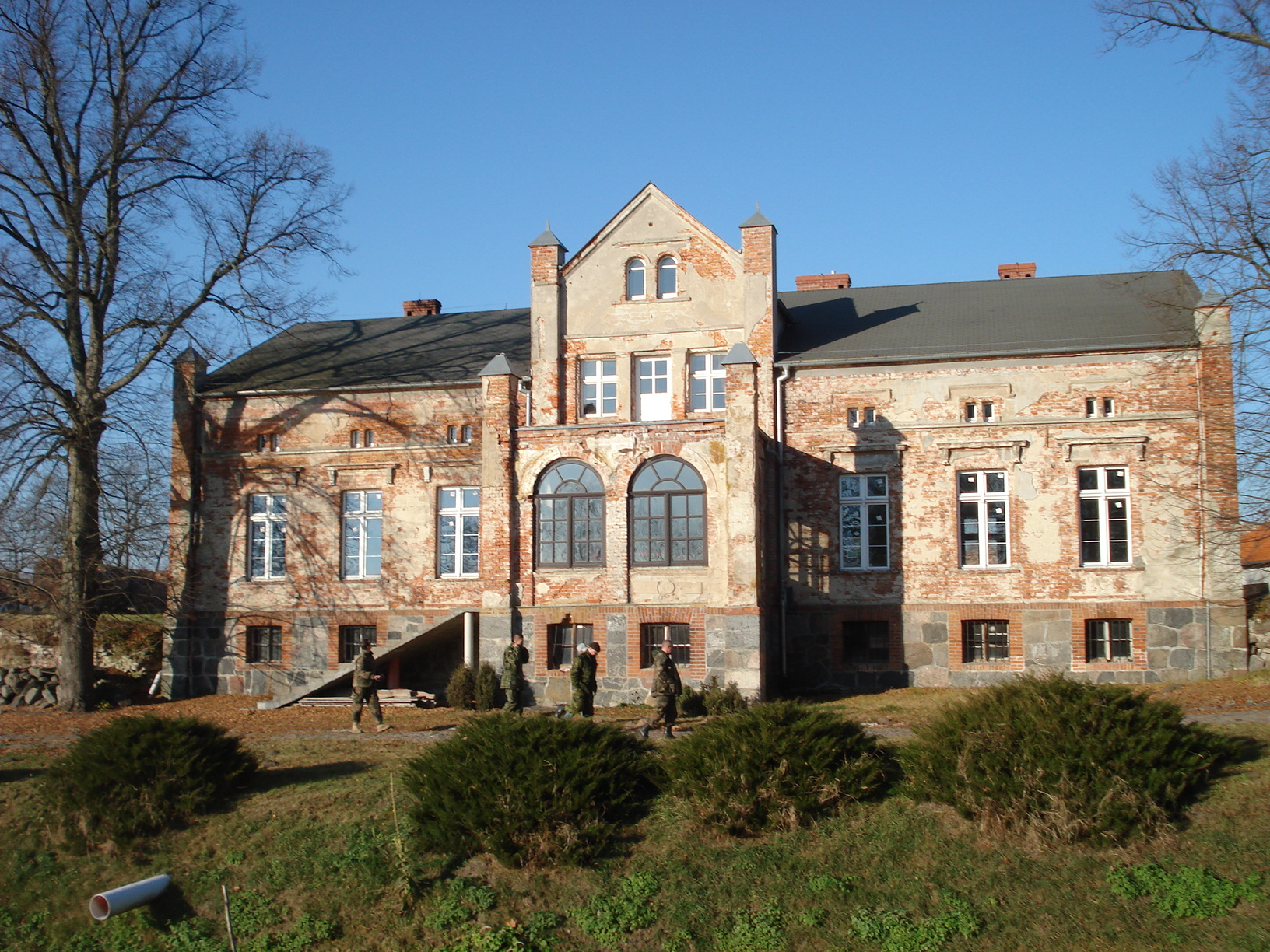
Dwór wybudowany przez Joahima Englera, widok z dziedzińca

Po śmierci Joachima Anzelma Englera w 1903 roku właścicielką majątku została jego najstarsza córka Maria Reykowska. Po jej śmierci majątek przeszedł w ręce jej jedynego syna Heinza Reykowskiego. Majątek obejmował wówczas 289 hektarów ziemi, w tym 217 hektarów gruntów ornych, 20 hektarów łąk, 26 hektarów pastwisk oraz 20 hektarów lasów. W folwarku było 110 krów, 40 koni i około 500 sztuk trzody chlewnej. Do folwarku należały młyny, tartak i gorzelnia. Roczny dochód folwarku wynosił 2469 marek. W roku 1914 zbudowano sześciorodzinny dom mieszkalny dla pracowników folwarku, który jest zamieszkały do dziś.
Na początku lat 30 XX wieku dwór przechodzi poważny remont – zostaje on skanalizowany i zelektryfikowany. Wiele pomieszczeń zostało odnowionych, również część kominków zastąpiono piecami z ozdobnych kafli. Małżeństwo Reykowskich było bezdzietne i w roku 1933 przyjęło na wychowanie syna siostry – Petera. Heinz Reykowski w czasie II wojny światowej podpisał Volkslistę i czynnie pracował na rzecz Niemiec. W 1943 roku Heinz Reykowski zginął koło Berlina, prawdopodobnie od wybuchu bomby. Według świadków trumna z ciałem Reykowskiego została przewieziona pociągiem do Zblewa, a stamtąd do kiszewskiego dworu, gdzie była przez pewien czas otwarta. Twarz Reykowskiego była zmasakrowana, co utrudniało identyfikację. Został pochowany w listopadzie 1944 roku w rodzinnym grobowcu na cmentarzu ewangelickim w Nowych Polaszkach. Według świadków wdowa po Reykowskim próbowała zarządzać majątkiem przez pewien czas, jednakże widmo przegranej przez Niemców wojny stawało się coraz realniejsze i uciekła ona wraz z siostrzeńcem morską drogą do Niemiec. Opuszczony przez Reykowskich majątek został w krótkim czasie rozkradziony, jednakże sam pałac oraz reszta zabudowań nie ucierpiała z powodu działań wojennych.

### Okres PRL-u

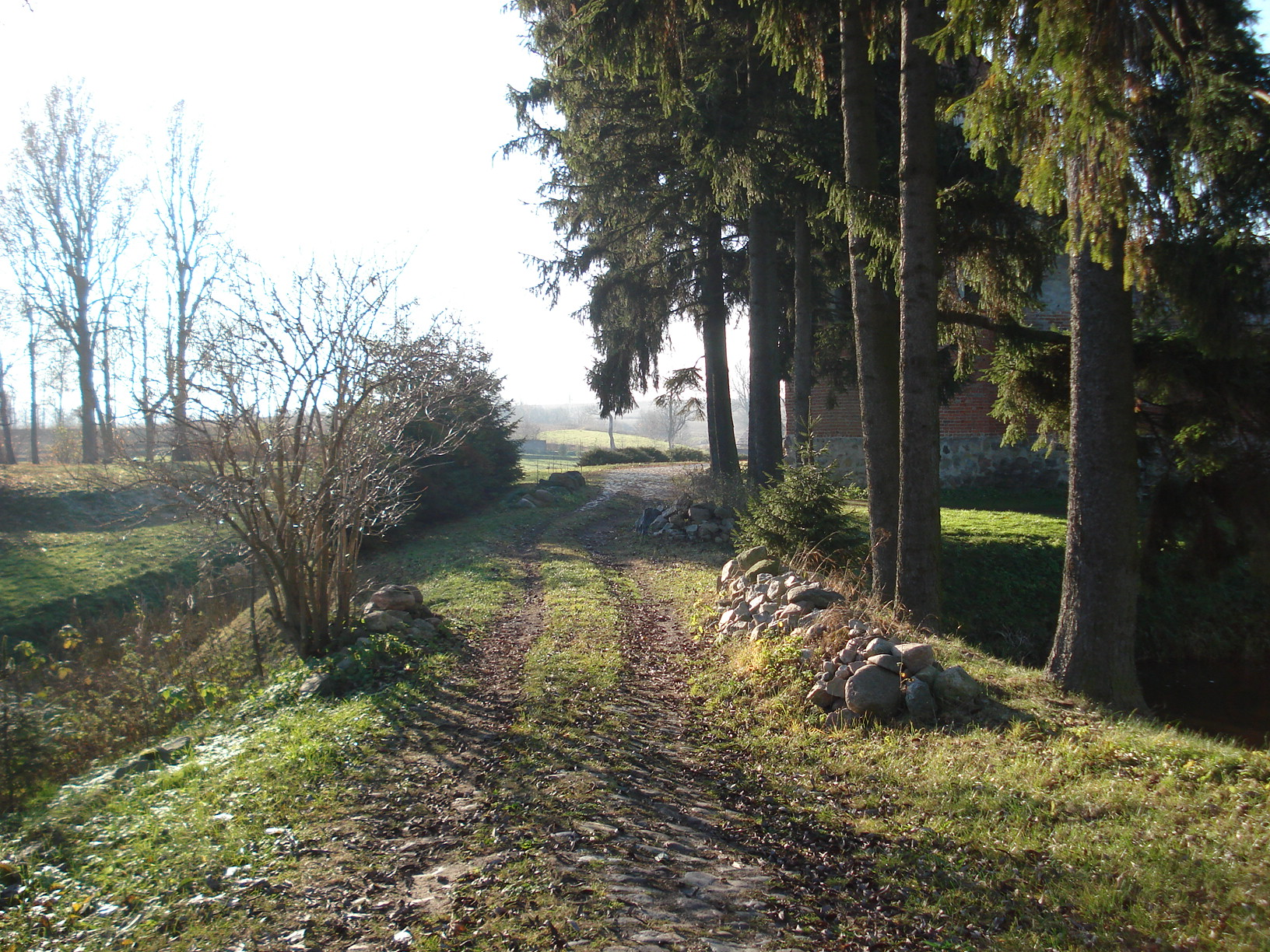
Brukowana droga prowadząca niegdyś na dziedziniec

Po 1945 roku zamek przeszedł na własność skarbu państwa. Wskutek tego gmina rozparcelowała ziemię między okolicznych chłopów oraz nakazała rozbiórkę budynków gospodarczych folwarku. Okres powojenny obfitował w rozwój gminnych szkół rolniczych. Szkoła taka powstała również we dworze. Po jej zamknięciu urządzono tam klub Pod zamkiem. Powierzchnia pałacu liczyła 252 m². Nie wszystkie pomieszczenia były używane i ogrzewane, co doprowadziło do poważnego zawilgocenia części pałacu. Również klub nie przynosił oczekiwanych dochodów i został zamknięty. Podział pałacu na osiem niezależnych mieszkań dla rodzin przesiedlonych z Kresów Wschodnich przyczynił się do całkowitej degradacji obiektu pałacowego. Z pozostałości budynków gospodarczych utworzono niewielkie komórki gospodarcze dla mieszkańców. Dawny majątek stopniowo zamieniał się w ruinę. O pałac nie dbała ani gmina ani sami jego mieszkańcy. Pozostałości parków i skarp zarastały i zdziczały, również kompozycje drzew zostały zniszczone wskutek wiatrów bądź chorób. Nie czyszczone stawy zamieniły się w bagna.

### Czasy współczesne
6 lutego 1990 roku zamek został przekazany we własność Krzysztofowi Szczyżowskiemu w ramach odszkodowania za mienie pozostawione na wschodzie. Nowy właściciel 27 kwietnia tego samego roku dokonał darowizny połowy majątku na rzecz swojego brata Józefa Lubowieckiego. Nowi właściciele nie uczynili żadnych kroków, aby ratować obiekt i zapobiec jego dalszej degradacji.
23 czerwca 1997 roku posiadłość o powierzchni 5,28 ha została sprzedana Piotrowi Tudajowi z Katowic. Stan pałacu był tragiczny: ściany zewnętrzne popękane z ubytkami cegieł, przeciekający dach, zawilgocone wnętrza, na ścianach grzyb. Zniszczeniu uległy liczne dekoracje sufitu, piece z ozdobnych kafli popękane i rozkruszone, zgniłe i pozapadane podłogi. Uszkodzona była również stolarka. Schody, balustrady, drzwi i okna nadawały się w całości do wymiany. Wokół dworu panował bałagan. Dwór wraz z otaczającym go, zagraconym dziedzińcem i zarośniętym parkiem był poważnie zniszczony. Część zabytków krzyżackich została zniszczona (np. drewniana krata na bramie wjazdowej, która została przebudowana za czasów Englerów, częściowo zniszczona baszta, którą przebudowywali Englerowie). W najmniej zniszczonym stanie pozostawały mury obronne okalające dziedziniec dworu, choć widać w nich ślady zniszczenia, np. wyjętych cegieł.
W roku 1998 miała się rozpocząć kompleksowa restauracja całego kompleksu. Konieczne było przeniesienie z dworu trzech rodzin, które jeszcze zamieszkiwały obiekt. Wszystkie prace prowadzone są pod nadzorem Wojewódzkiego Konserwatora Zabytków w Gdańsku. Nowy właściciel doprowadził do stanu mieszkalnego dwór. Przeszedł on kapitalny remont, począwszy od naprawy przeciekającego dachu, okien, innej stolarki, skończywszy na zalewaniu nowych posadzek. Stawy odzyskały dawny urok – zostały oczyszczone i są jedną z ozdób posiadłości. Dokonano również renowacji zieleni na terenie całego obiektu: usunięto przewrócone drzewa, zadbano o trawniki oraz park, który założono na terenie głównego zamku krzyżackiego. Zieleń parkowa stanowi cenny zespół zróżnicowany pod względem wiekowym, gatunkowym i kompozycyjnym. Ciekawą kompozycję stanowią świerki w szpalerze, jak i altanka z posadzonych po okręgu klonów. Uwagę przyciągają również dwie stare lipy drobnolistne rosnące w narożach dworu. Znajdziemy tu również inne gatunki drzew: lipy, jesiony wyniosłe, klony, dęby, kasztanowce białe, platan klonolistny oraz robinia akacjowa. Kontynuowane są prace wewnątrz dworu, a także naprawa muru oraz baszt.

## Zabytki
Według rejestru zabytków NID na listę zabytków wpisany jest zespół zamkowy, nr rej.: 278 z 25.07.1969 i A-1072 z 14.11.1989:
- - mury obronne zamku, XIV w.
  - budynek bramny, XIV, XVII w.
  - dwór, poł. XIX w.
  - spichrz, poł. XIX w. (nie istnieje)
  - budynek gospodarczy, poł. XIX w.
  - park, poł. XIX w.

Pozostałości gotyckiego zamku krzyżackiego z XIV wieku obecnie są w ręku prywatnego właściciela. Z dawnego podgrodzia zachowały się (w stanie ruiny) trzy gotyckie narożne baszty (północna, zachodnia i wschodnia) z łączącymi je murami obronnymi oraz (w dobrym stanie) renesansowa baszta przybramna (brama wjazdowa zamku właściwego), w której znajduje się pomieszczenie z oryginalnym sklepieniem gwiaździstym. Gotycką bramę forteczki rozbudowano w początku XVII w., zdobiąc ją w duchu renesansu. Czwartą, południową bramę zrekonstruowano w XIX w. wykorzystując pierwotne fundamenty. W 1856 r. pomiędzy bramą wjazdową a basztą południową wzniesiony został klasycystyczny dworek ówczesnego właściciela folwarku, obecnie remontowany. Pod budynkiem gospodarczym w północno-zachodniej części przedzamcza znajduje się gotycka piwnica ze sklepieniem kolebkowym. Całość założenia ma kształt nieregularnego czworoboku o długości 79 m, szerokościach: 43 m i 63 m.
Na Wierzycy znajduje się mała elektrownia wodna.